# AAA Luchando por México
AAA Luchando por México es un evento anual de la AAA a beneficio por las personas que resultaron afectados por los sismos de 7 y 19 de septiembre.

## Ediciones

### 2017
AAA Luchando por México 2017 tuvo lugar el 9 de diciembre de 2017 desde el Gimnasio Olímpico Juan de la Barrera en la Ciudad de México.

#### Resultados
- Australian Suicide derrotó a Hijo del Vikingo.
  - Suicide cubrió a Vikingo.
- Faby Apache, Niño Hamburguesa & Dinastía derrotaron a Goya Kong, Mamba & Mini Histeria
  - Apache cubrió a Mamba después de un «Devil's Wings».
- La Parka, Dark Cuervo & Dark Escoria derrotaron a Totalmente Traidores (Monster Clown, Murder Clown & Dave The Clown)
  - Durante la lucha, Aero Star interfirió a favor del equipo de La Parka.
- La Parka Negra y Joe Líder derrotaron a Argenis y Raptor.
- Psycho Clown, Pagano & El Hijo del Fantasma derrotaron a Los OGT's (Averno y Chessman) & El Texano Jr.
  - Clown cubrió a Texano después de un «Canadian Destroyer».